# Gmach PZU w Łodzi
Gmach PZU w Łodzi – budynek położony przy alei Kościuszki 57 w Łodzi, będący siedzibą jednego z oddziałów Powszechnego Zakładu Ubezpieczeń.

## Historia
Budynek PZU (wówczas Powszechny Zakład Ubezpieczeń Wzajemnych) został zaprojektowany w 1929 roku jako jednobryłowy i wolnostojący. Autorem projektu struktury konstrukcyjnej był Stefan Bryła, profesor Politechniki Lwowskiej, a wykonawcą budowy łódzkie Przedsiębiorstwo Konstrukcyjne z siedzibą przy alei Kościuszki 1. Funkcję kierownika budowy pełnił inżynier Franciszek Karpiński. Budowę rozpoczętą w 1929 roku zakończono już w 1930 roku. Podczas wznoszenia gmachu zmieniono pierwotne plany i zamiast poddasza powstało dodatkowe piętro, co zwiększyło wysokość budynku o prawie 3 metry. W 1932 roku od frontu dobudowano czterokondygnacyjne części boczne uzupełniające linię pierzei.

## Architektura
Gmach jest podpiwniczony, rozmieszczony na wąskiej działce w zwartej zabudowie zachodniej strony alei Kościuszki. Konstrukcja żelbetowa wypełniona jest cegłą, posadzki wykonane są z lastriko lub parkietu. Od frontu wejście główne przez podcień podparty trzema słupami; obok wejścia witryny. Wewnątrz centralnie położony hol w kształcie prostokąta; klatka schodowa trójbiegowa. Na dachach – tarasy. Wnętrza z elementami wystroju w stylu okrętowym (ang. streamline style); maszynownia dźwigu osobowego nawiązująca w formie do bocianiego gniazda na okrętach.
Wieżowiec PZU był w okresie międzywojennym jednym z dwóch najwyższych budynków w Łodzi (wyższy był tylko hotel Savoy). 20 stycznia 1971 roku został wpisany do rejestru zabytków. Krzysztof Stefański, profesor Uniwersytetu Łódzkiego, zaliczył gmach PZU do najciekawszych przykładów architektury modernistycznej w Polsce.